# Linia kolejowa Wolfenbüttel – Oschersleben
Linia kolejowa Wolfenbüttel – Oschersleben – niezelektryfikowana, jednotorowa i lokalna linia kolejowa w kraju związkowym Dolna Saksonia i Saksonia-Anhalt, w Niemczech. Linia łączy Wolfenbüttel przez Schöppenstedt z Oschersleben (Bode).